# Mvila
Mvila ist ein Département der Region Sud in Kamerun.
Auf einer Fläche von 8697 km² leben nach der Volkszählung 2001 163.826 Einwohner. Die Hauptstadt ist Ebolowa, wo mehr als ein Drittel der Gesamtbevölkerung lebt.

## Gemeinden
- Biwong-Bane
- Biwong-Bulu
- Ebolowa
- Efoulan
- Mengong
- Mvangane
- Ngoulemakong